# NGC 6594
NGC 6594 ist eine Spiralgalaxie vom Hubble-Typ S im Sternbild Draco am Nordsternhimmel. Sie ist schätzungsweise 371 Millionen Lichtjahre von der Milchstraße entfernt und hat einen Durchmesser von etwa 110.000 Lj.
Im selben Himmelsareal befinden sich u. a. die Galaxien NGC 6592, NGC 6597, NGC 6601, NGC 6607.
Das Objekt wurde am 14. Juni 1885 vom US-amerikanischen Astronomen Lewis Swift entdeckt.